# Günkoru, Ladik
Günkoru là một xã thuộc huyện Ladik, tỉnh Samsun, Thổ Nhĩ Kỳ. Dân số thời điểm năm 2010 là 370 người.